# Nguyễn Xuân Oánh
Nguyễn Xuân Oánh (1921 – 2003) là chính khách, nhà kinh tế Việt Nam, cựu Phó Thủ tướng kiêm Thống đốc Ngân hàng, hai lần là Quyền Thủ tướng trong chính phủ Việt Nam Cộng hòa và cũng là Đại biểu Quốc hội nước Cộng hoà Xã hội chủ nghĩa Việt Nam.

## Tiểu sử
Ông sinh năm 1921 tại Bắc Giang. Cha ông là Bác sĩ Nguyễn Xuân Bái, người làng Đa Ngưu, huyện Văn Giang, tỉnh Hưng Yên.
Ông từ nhỏ đã được giáo dục theo Tây học. Lớn lên ông được gia đình cho sang Mỹ theo học tại Đại học Harvard về ngành Kinh tế. Ông tốt nghiệp tiến sĩ kinh tế của Harvard năm 1954, rồi làm việc cho Ngân hàng Thế giới (như một Nhân viên kinh tế), Tổ hợp Tài chính Quốc tế... trước khi về nước.
Năm 1963, ông về nước và tham gia chính quyền. Sau đó ít lâu, ông được đề cử làm Thống đốc Ngân hàng Quốc gia, rồi Phó Thủ tướng Việt Nam Cộng hòa. Thậm chí, đã có lúc ông được ủy quyền Thủ tướng trong giai đoạn tướng Nguyễn Khánh nắm quyền (1964-1965).
Sau năm 1975, ông là một trong những trí thức của Việt Nam Cộng hòa được chính quyền Thành phố Hồ Chí Minh đứng đầu là ông Võ Văn Kiệt trọng dụng. Đặc biệt, khi tiến trình Đổi mới được thực hiện cuối thập niên 1980, ông và nhiều nhà trí thức khác đã đóng góp rất nhiều vào việc cải cách các lĩnh vực ngân hàng, tài chính, đầu tư nước ngoài v.v. tại Việt Nam. Ông từng là Cố vấn kinh tế cho Tổng bí thư Nguyễn Văn Linh và Thủ tướng Võ Văn Kiệt.
Khi nền kinh tế Việt Nam bắt chuyển đổi từ kinh tế chỉ huy sang kinh tế thị trường, nhà nước đổi tiền, tăng lương bằng cách in thêm tiền đến lạm phát phi mã. Lượng hàng hóa trong nước không đủ đáp ứng nhu cầu của xã hội nên giá hàng hóa tăng nhanh hơn mức tăng của lương. Ông đã tham mưu cho nhà nước nâng lãi suất ngân hàng để tạo động lực cho người dân gửi tiền vào ngân hàng, đồng thời nhà nước vay tiền của các ngân hàng thương mại để hạn chế phát hành tiền nhằm giảm cung tiền từ đó giảm lạm phát.
Ông cũng là Đại biểu Quốc hội nước Cộng hoà Xã hội chủ nghĩa Việt Nam (khóa VIII), Ủy viên Đoàn Chủ tịch Ủy ban Trung ương Mặt trận Tổ quốc Việt Nam, Phó chủ tịch Liên hiệp các hội khoa học kỹ thuật Thành phố Hồ Chí Minh, Giám đốc Công ty Dịch vụ đầu tư Thành phố Hồ Chí Minh.
Ông nổi tiếng là người thẳng thắn, không sợ chỉ trích chính quyền.
Ông mất ngày 29 tháng 8 năm 2003, tại Thành phố Hồ Chí Minh.

## Gia đình
Ông là chồng của Nghệ sĩ ưu tú Thẩm Thúy Hằng, người nổi tiếng với danh hiệu "Người đẹp Bình Dương". Con út của ông là Nguyễn Xuân Ái Quốc, nguyên Giám đốc Trung tâm Chính sách Quy trình Ngân hàng Quốc tế Việt Nam. Anh cũng rất thành công với chuỗi cafe The Coffee Factory tại Sài Gòn cùng với người em trai sinh đôi là Nguyễn Xuân Quốc Việt.